# ضربة جوية

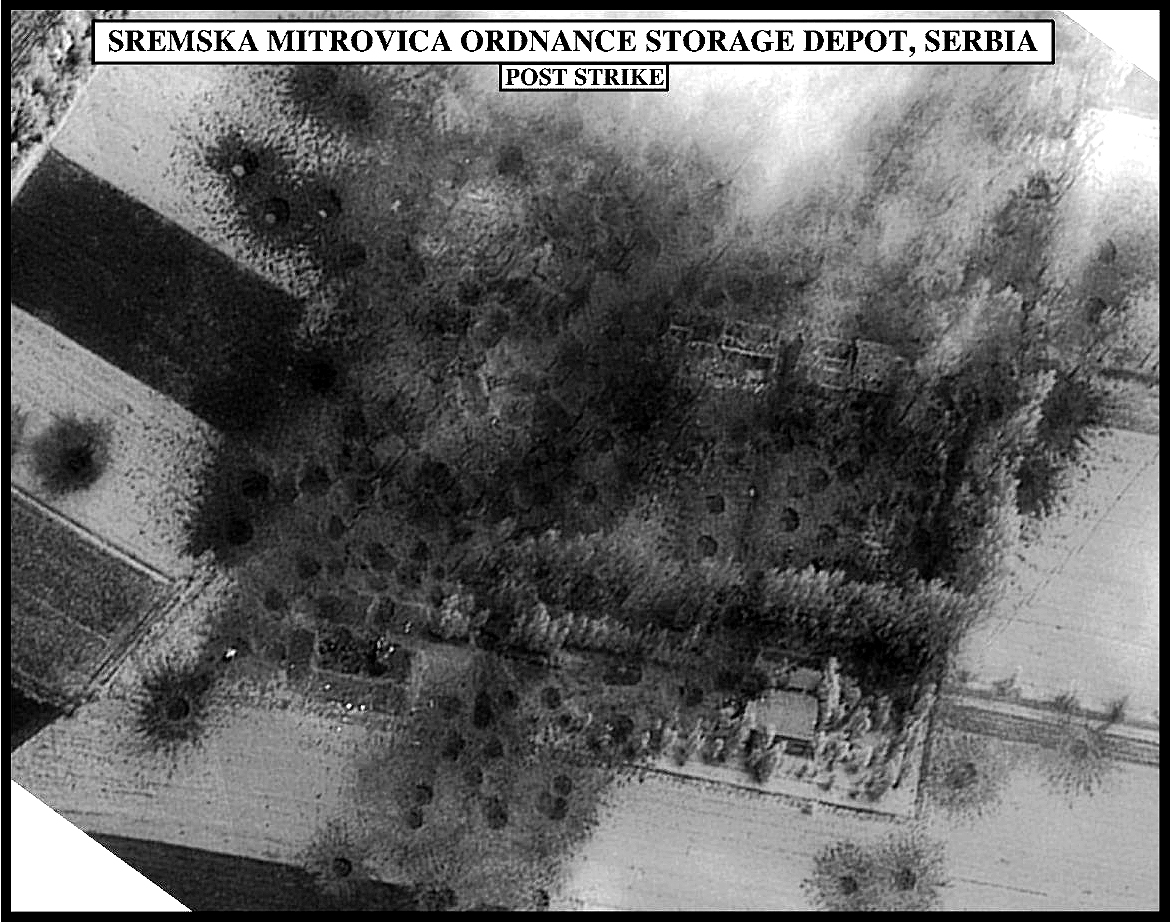
ضربة غارة جوية خلال الحرب الليبية الإيطالية (1911)

الضربة الجوية أو الغارة الجوية هو هجوم عسكري ينفذه القوات الجوية ضد أهداف أرضية للقوات المعادية. قد يتبع الضربة الجوية قذف المدفعية، واختراق بقوات المشاة والمدرعات والوحدات الأرضية الأخرى حسب إستراتيجية القتال. يمكن أن تطلب القوات الأرضية المهاجمة أو المدافعة تنفيذ الضربات الجوية لتدمير وإنهاك وحات الأعداء، هذا يكون في حالة عدم جدوى الهجوم الأرضي، أو لتجنب الالتحام المباشر مع دفاعات العدو المحصنة. تنفذ الضربات الجوية بواسطة الطائرات المقاتلة، القاذفات الثقيلة، والقاذفات متوسطة المدى وأيضاً الطائرات متعددة المهام.
وقد أثارت الضربات الجوية العديد من الجدل والأنتقادات مثل الجدل حول القصف الذري على هيروشيما وناجازاكي ومقتل قاسم سليماني.

## التاريخ

### البداية
في 1 نوفمبر 1911 اسقط الطيار الإيطالي الملازم الثاني جوليو جافوتي أربع قنابل ليبيا، حيث نفذت أول ضربة جوية في العالم كجزء الحرب الإيطالية الليبية.

### الحرب العالمية الأولى
امتد استخدام الضربات الجوية في الحرب العالمية الأولى. على سبيل المثال، في معركة نيوف تشابيل في عام 1915، أسقط البريطانيون قنابل على اتصالات السكك الحديدية الألمانية. وقعت أول غارة جوية واسعة النطاق في وقت لاحق في عام 1915، عندما قصفت لندن 15 طائرة ألمانية من طراز زيبلين الألماني في الليل.

### الحرب العالمية الثانية
ومع أستمرار القصف، لم يسجل قاموس أوكسفورد الإنجليزي لأول مرة استخدام مصطلح «ضربة جوية» حتى الحرب العالمية الثانية، والذي ظل كلمتين منفصلتين لبعض الوقت بعد ذلك. شهدت الحرب العالمية الثانية أيضًا أول تطوير للذخائر الموجهة بدقة، والتي تم إطلاقها بنجاح من قبل الألمان، وساهمت في الشعور الحديث بـ «الضربة الجوية»، وهي هجوم موجه بدقة بدلاً من عملية قصف أو قصف منطقة.

## وفيات
كان القصف الجوي سببا في مقتل عدة أشخاص مثل:
- اليمن : جمال محمد البدوي [9]
- إيران : قاسم سليماني [10]
- العراق : أبو مهدي المهندس [11]
- الأردن : أبو مصعب الزرقاوي [12]
- العراق : أبو بكر البغدادي [13]
- لبنان: حسن نصر الله
- الكويت: أبو أنس الشامي [14]